# Viaje del papa Francisco a Tierra Santa

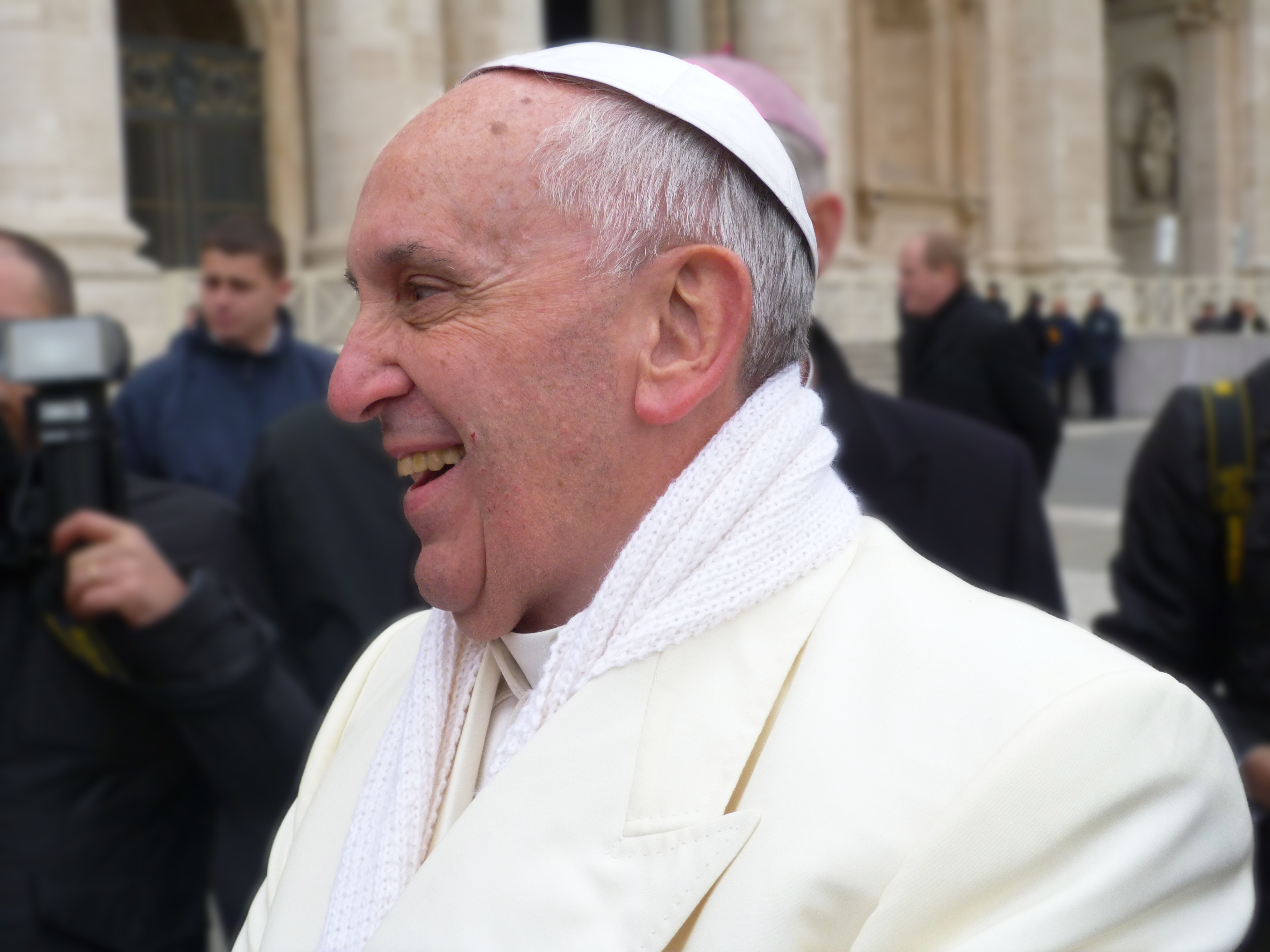
El papa Francisco en la plaza de San Pedro, al día siguiente de la publicación de Evangelii gaudium. Cuarenta días después de difundirse su primera exhortación apostólica, se confirmó la fecha de su peregrinación a Tierra Santa.

El viaje del papa Francisco a Tierra Santa (24 al 26 de mayo de 2014) constituyó la segunda travesía fuera de Italia efectuada por Francisco durante su pontificado, luego de la que hiciera a Brasil en ocasión de la Jornada Mundial de la Juventud 2013. El viaje contó con tres etapas: Amán (Jordania), Belén (Palestina) y Jerusalén (Israel). Esta peregrinación a Tierra Santa, la cuarta efectuada por un sumo pontífice romano contemporáneo, se realizó cincuenta años después del encuentro histórico entre el papa Pablo VI y el patriarca de Constantinopla Atenágoras I, y se inscribió en la misma línea de diálogo interreligioso y ecuménico que continuaron Juan Pablo II y Benedicto XVI en una región signada históricamente por el conflicto árabe-israelí y otras tensiones políticas, religiosas y sociales.
En ocasión de su visita al papa Francisco en la Ciudad del Vaticano en septiembre de 2013, el rabino Abraham Skorka ya había comentado que esperaba viajar con él a Tierra Santa y recorrer juntos Jerusalén y Belén, tema del que se había conversado en un encuentro conjunto con el periodista Henrique Cymerman en junio de ese año. El 5 de enero de 2014 se confirmó la fecha definitiva de la visita pastoral, y el 27 de marzo se difundió el programa del viaje.
La visita y algunos de los gestos de Francisco fueron calificados como «históricos» por diversos medios internacionales y nacionales de comunicación social, tales como Time, ABC News, Le Figaro, la Agenzia Nazionale Stampa Associata, y The Sydney Morning Herald. En referencia al domingo 25 de mayo, John Allen escribió para The Boston Globe: «En un solo domingo, Francisco entregó cuatro momentos de impacto, cualquiera de los cuales probablemente habría sido suficiente para marcar el día como histórico».
Entre los principales gestos del papa Francisco destacaron:
- la prédica por la paz en medio del conflicto en Siria: «Es necesaria una solución pacífica para Siria», «la paz no se compra ni se vende» (24 de mayo);
- el reconocimiento de dos Estados en conflicto, el de Israel («sea universalmente reconocido que el Estado de Israel tiene derecho a existir y a gozar de paz y seguridad dentro de sus fronteras internacionalmente reconocidas») y el de Palestina («Que se reconozca igualmente que el pueblo palestino tiene derecho a una patria soberana, a vivir con dignidad y a desplazarse libremente»). El papa invitó a rezar juntos en la Ciudad del Vaticano al presidente de Israel, Simon Peres y al líder de la Autoridad Nacional Palestina, Mahmud Abás (25 de mayo);
- el encuentro con el patriarca de Constantinopla, con la firma de una declaración conjunta, los gestos compartidos y la celebración ecuménica en el Santo Sepulcro (25 de mayo);
- el mensaje al islam desde la Explanada de las Mezquitas en el que exhortó a aprender a comprender el dolor del otro y a no instrumentalizar el nombre de Dios para la violencia (26 de mayo);
- su abrazo con el rabino Abraham Skorka y el musulmán Omar Abboud ante el Muro de los Lamentos, en lo que se denominó el «abrazo de las tres religiones» (26 de mayo);
- la ofrenda de flores en la tumba de Theodor Herzl, fundador del movimiento sionista, ubicada en el cementerio nacional de Israel (26 de mayo);
- el desvío del itinerario para acudir a rezar en una lápida dedicada a las víctimas del terrorismo en Israel (26 de mayo);
- la visita al Yad Vashem, el memorial del Holocausto donde, haciendo referencia a los campos de exterminio, exclamó: «¡Nunca más, Señor, nunca más!» (26 de mayo);
- la reconciliación entre judíos y cristianos como uno de los frutos del Concilio Vaticano II, a la que hizo referencia ante los dos grandes rabinos —el asquenazí y el sefardí— en el gran rabinato de Israel (26 de mayo);
- la celebración eucarística en el Cenáculo, lugar santo para los cristianos que pertenece actualmente a Israel (26 de mayo).

## Antecedentes históricos
Pablo VI, cuyo pontificado se extendió entre 1963 y 1978, peregrinó a la tierra de Jesús de Nazaret del 4 al 6 de enero de 1964, en el primer viaje de un papa por el mundo, tres años antes de la Guerra de los Seis Días y cuando la Santa Sede todavía no reconocía al Estado de Israel. Como resultado de aquel acercamiento histórico, en una declaración conjunta efectuada el 7 de diciembre de 1965, Pablo VI y Atenágoras I, guías espirituales de los cristianos católicos y ortodoxos del mundo respectivamente, decidieron «[...] cancelar de la memoria de la Iglesia la sentencia de excomunión que había sido pronunciada [...]» en ocasión del Cisma de Oriente o Gran Cisma de 1054.
En una situación bien distinta, con un panorama dominado por las implicaciones políticas del conflicto árabe-israelí, Juan Pablo II viajó a Tierra Santa entre el 20 y el 26 de marzo, durante el Gran Jubileo del año 2000. La visita, que se desarrolló en la vigilia del estallido de la segunda intifada, fue reconocida como uno de los grandes hitos de su pontificado, al conciliar varios aspectos casi enfrentados: la atención de la Santa Sede a la causa palestina, la peregrinación a los Santos Lugares y el mensaje al pueblo de Israel, que significó una nueva etapa en el diálogo interreligioso entre la Iglesia católica y el judaísmo. Ya en 1979, en ocasión de su visita a Demetrio I de Constantinopla en su residencia patriarcal del Fanar, en Estambul, enclave cristiano en esa ciudad musulmana, Juan Pablo II había marcado su carácter ecuménico al expresar: «La pregunta que debemos hacernos no es tanto si podemos restablecer la unidad cuanto si tenemos derecho a permanecer separados».
El tercer papa que viajó a Tierra Santa fue Benedicto XVI, quien visitó Jordania, Jerusalén, Belén y Nazaret entre el 8 y el 15 de mayo de 2009.

### Francisco y Bartolomé I

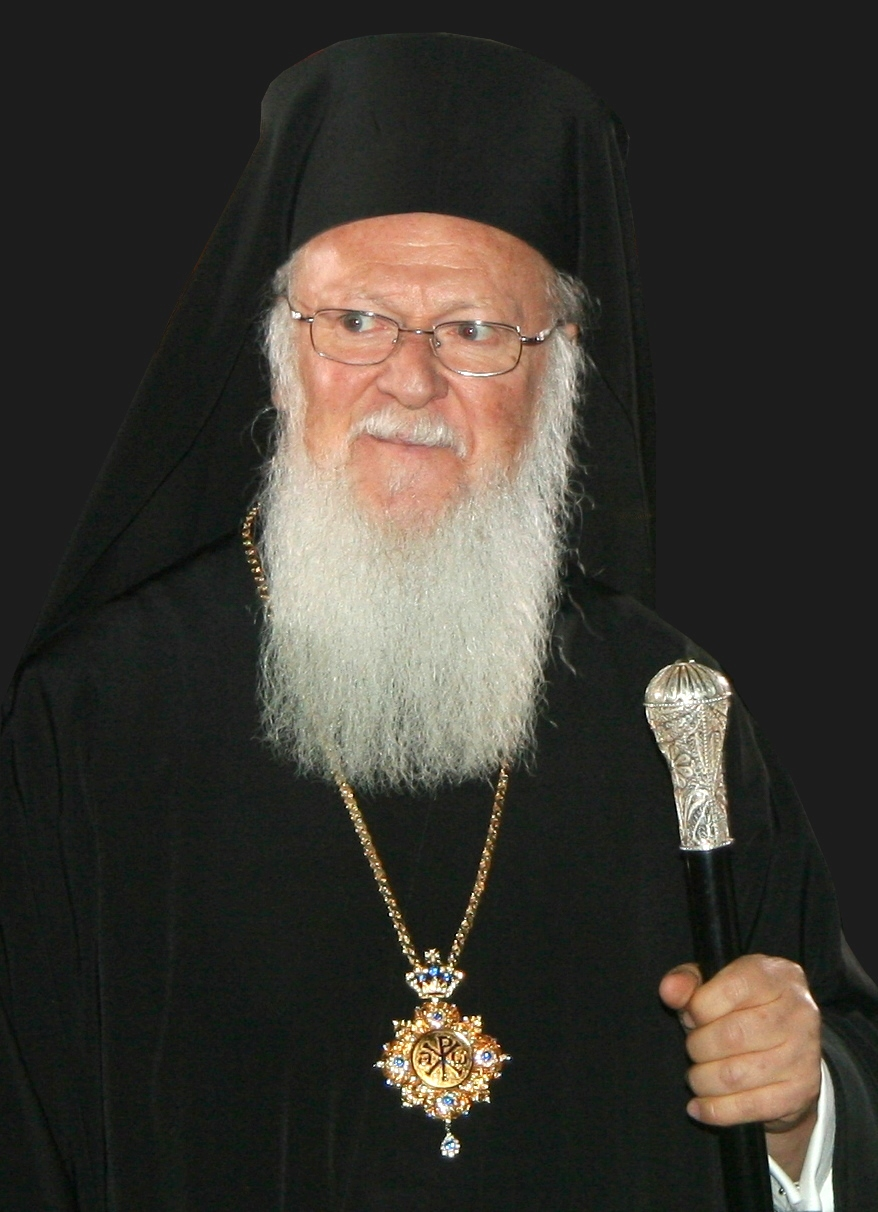
Bartolomé I, patriarca de Constantinopla.

## Cronograma del viaje

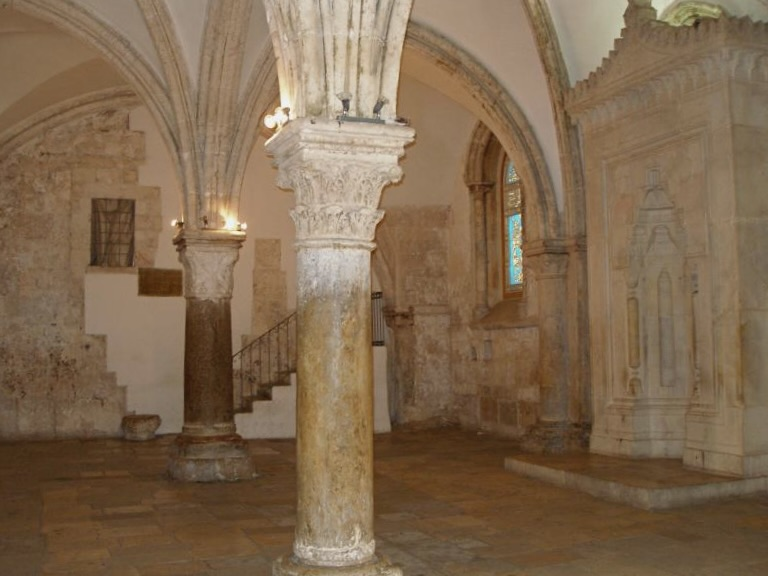
Sala del Cenáculo de Jerusalén, lugar santo cuya custodia se disputa y en la cual Francisco celebró una misa.

### Francisco en Amán (24 de mayo)

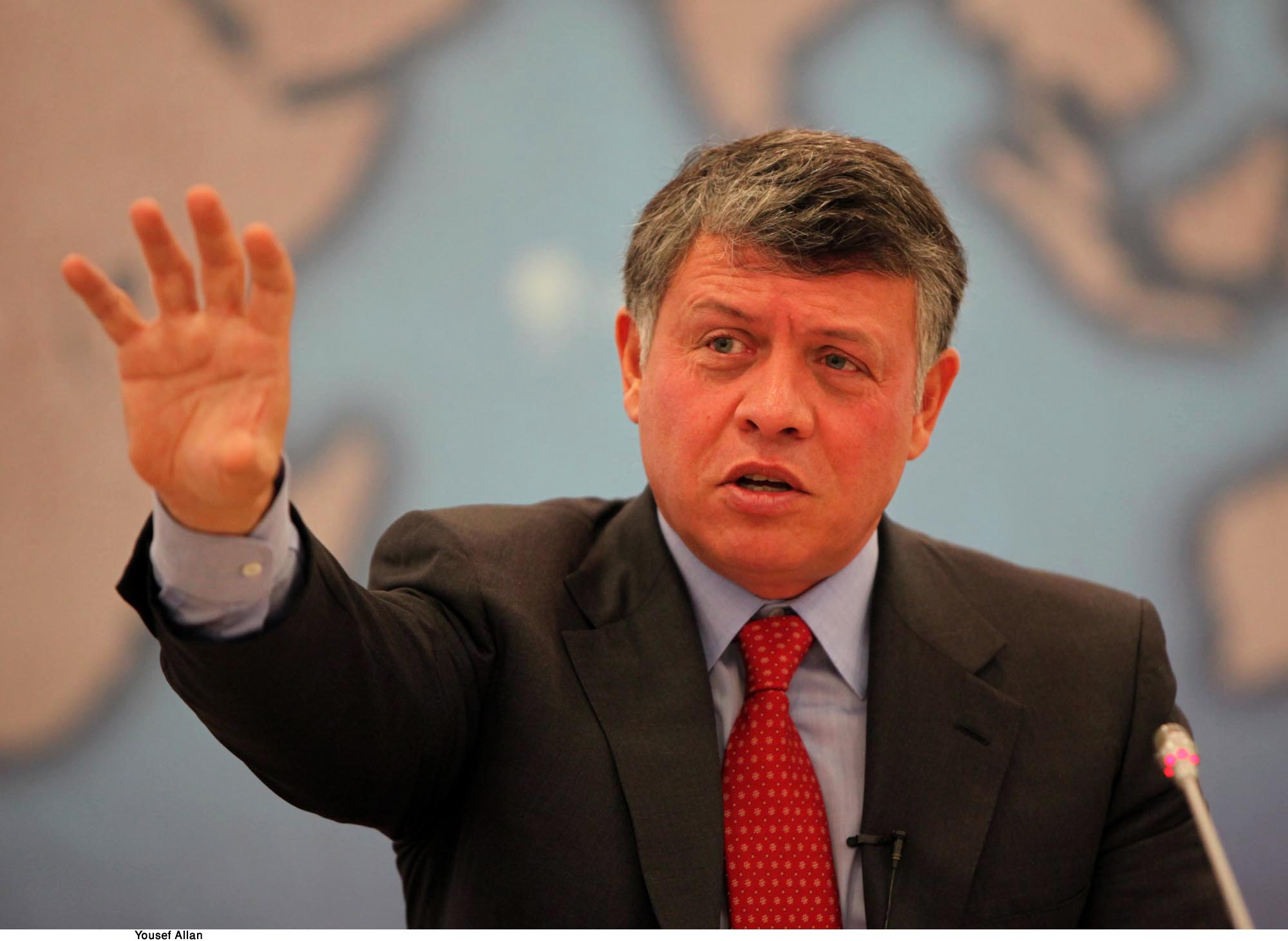
Rey Abdalá II de Jordania.

### Francisco en Belén (25 de mayo)

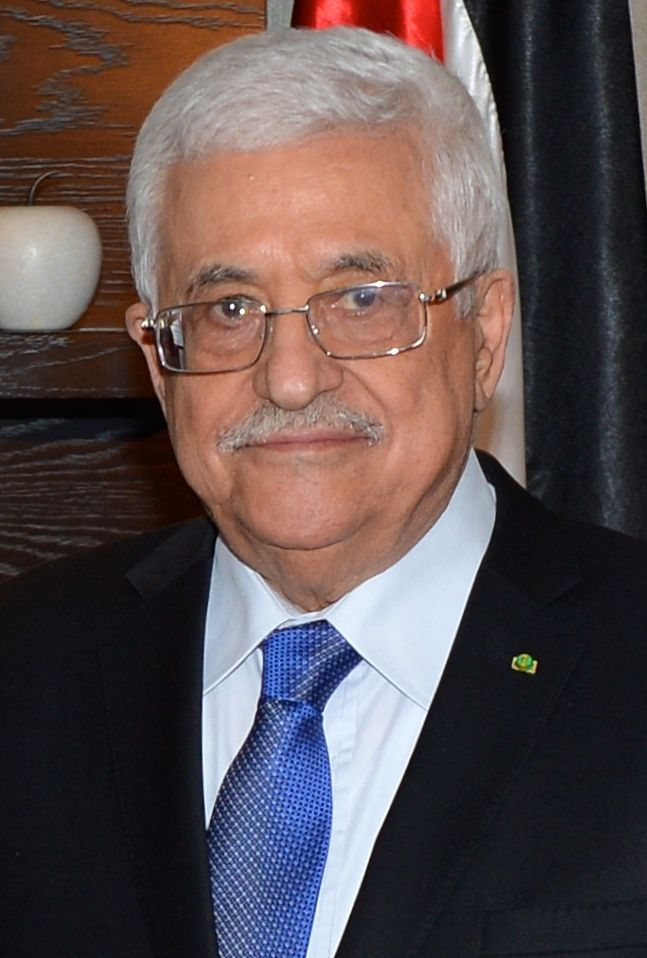
Mahmud Abás, presidente de la Autoridad Nacional Palestina. Francisco lo invitó a rezar por la paz en la Ciudad del Vaticano junto con Simon Peres.

### Francisco en Jerusalén (25 y 26 de mayo)

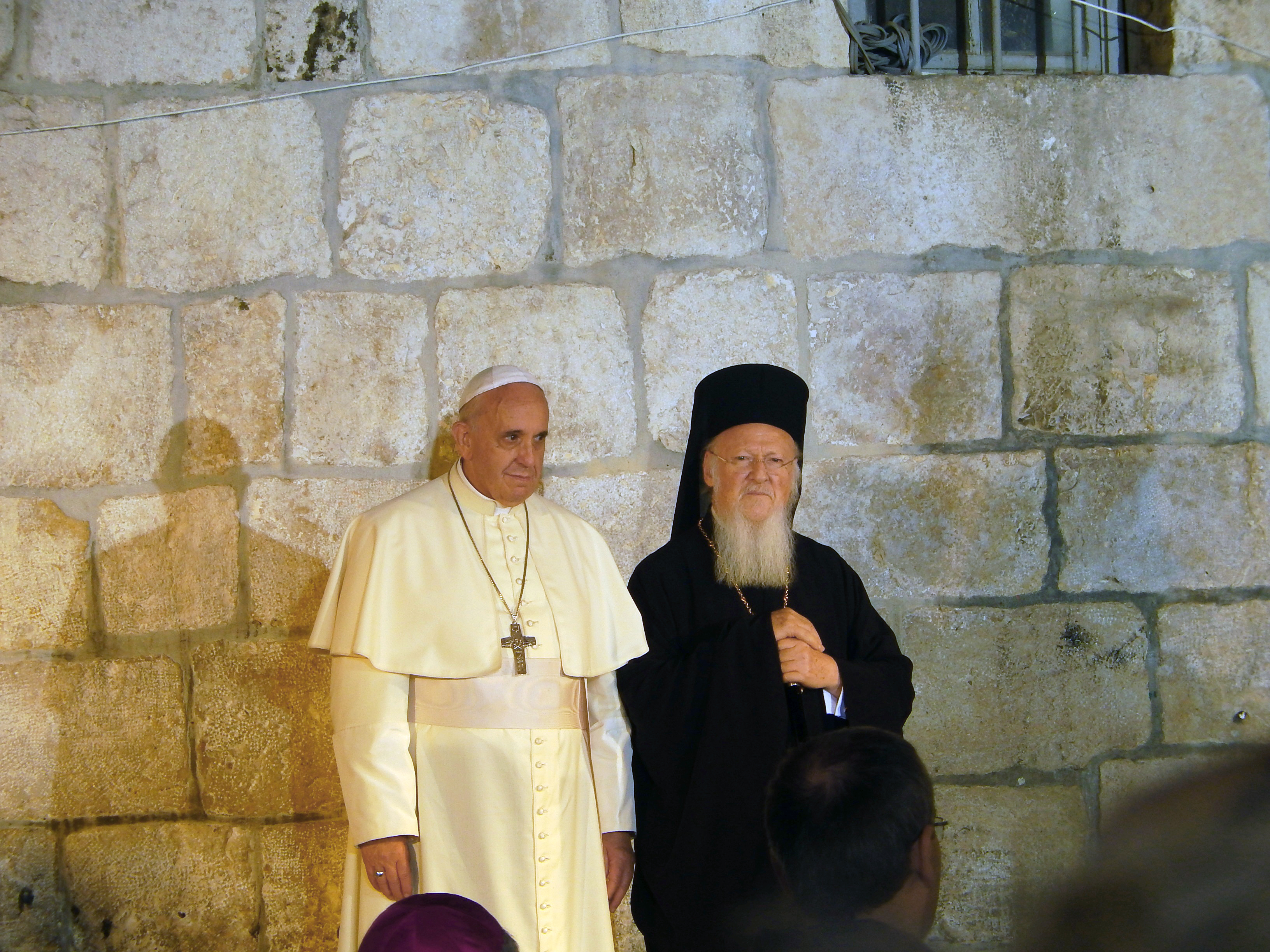
El papa Francisco y Bartolomé I, patriarca de Constantinopla, en la basílica del Santo Sepulcro.

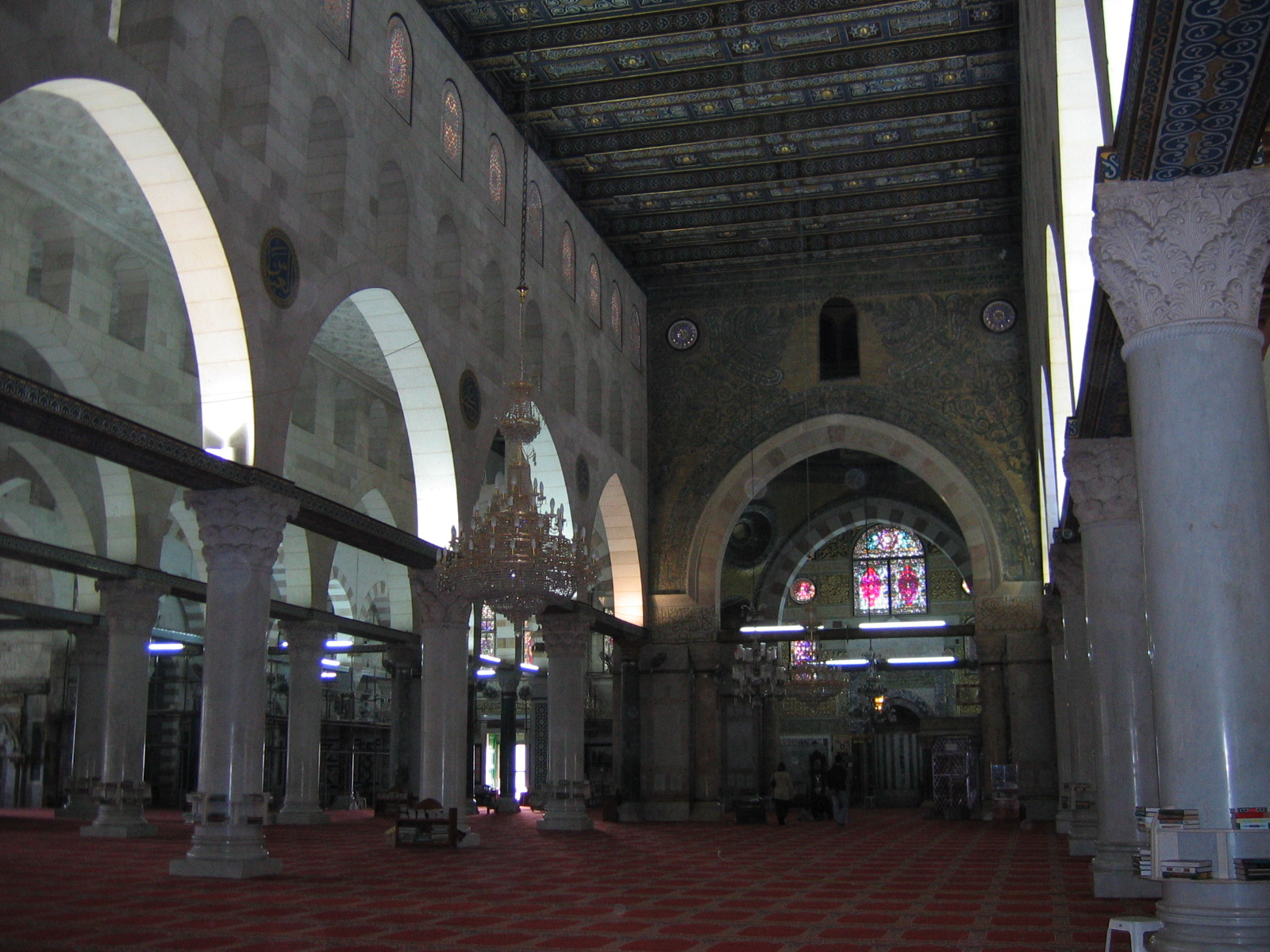
La mezquita de Al-Aqsa, tercer lugar más sagrado del islam, visitada por el papa Francisco el 26 de mayo.

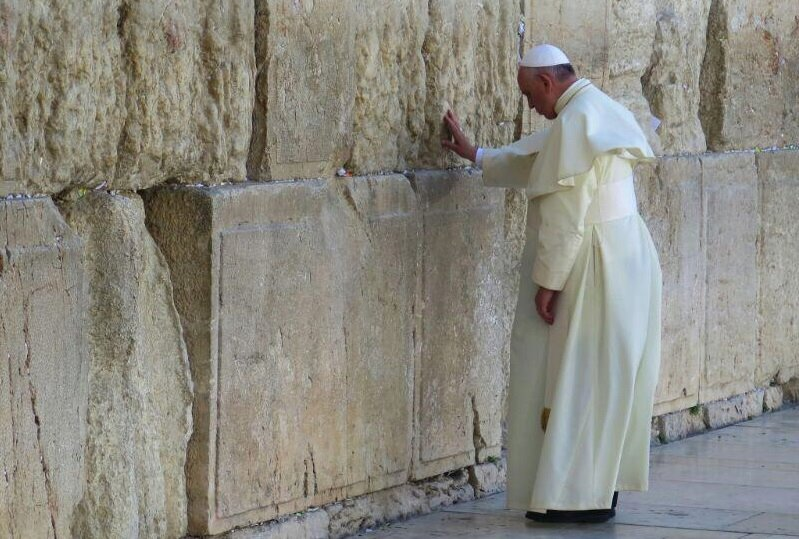
El papa Francisco ante el Muro de los Lamentos, lugar sagrado del judaísmo, único vestigio del segundo Templo judío destruido por los romanos. El pontífice dejó allí un padrenuestro.

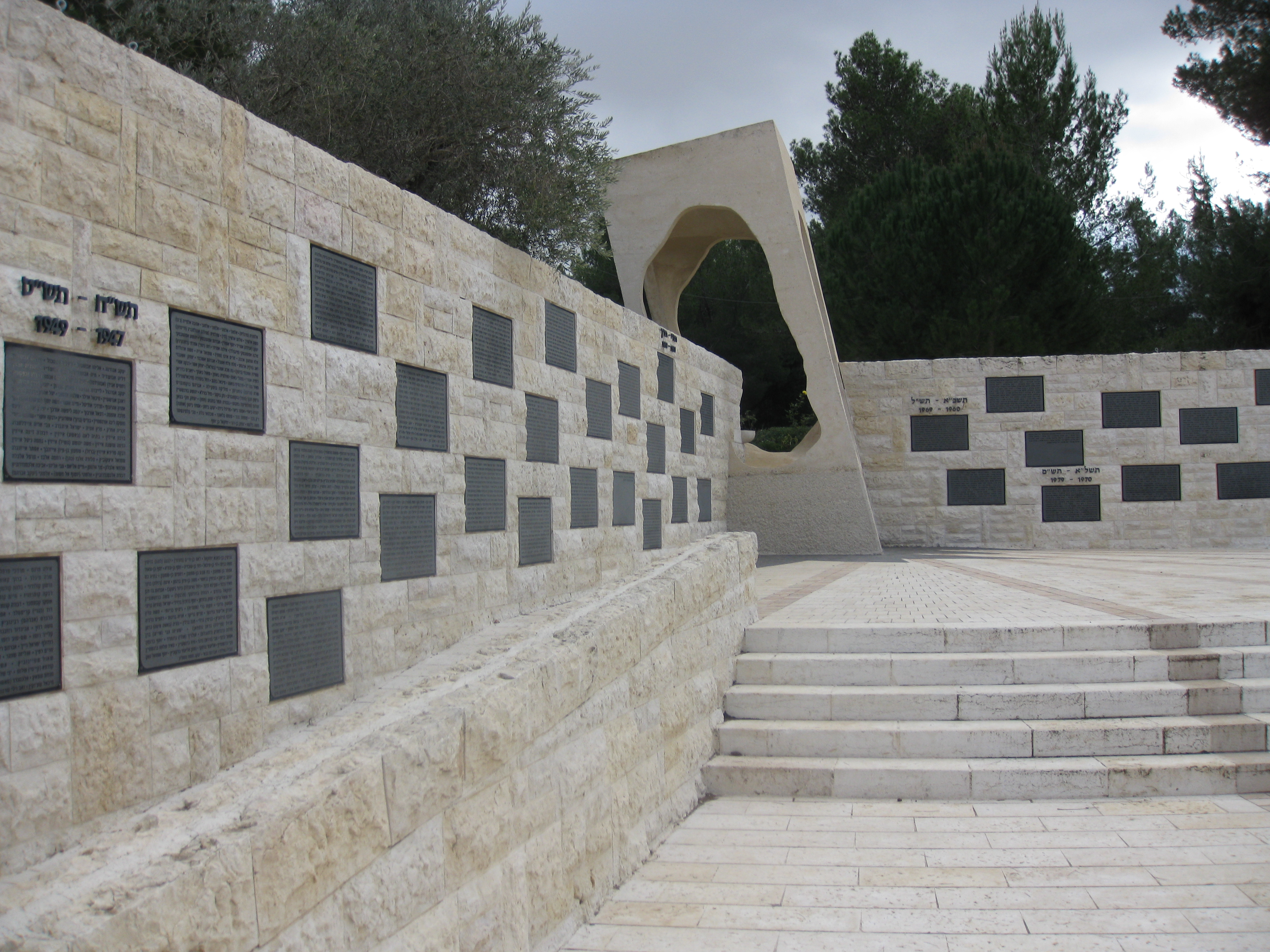
Memorial de las víctimas de actos terroristas en Israel, en el monte Herzl. Allí, el papa Francisco hizo una parada inesperada.

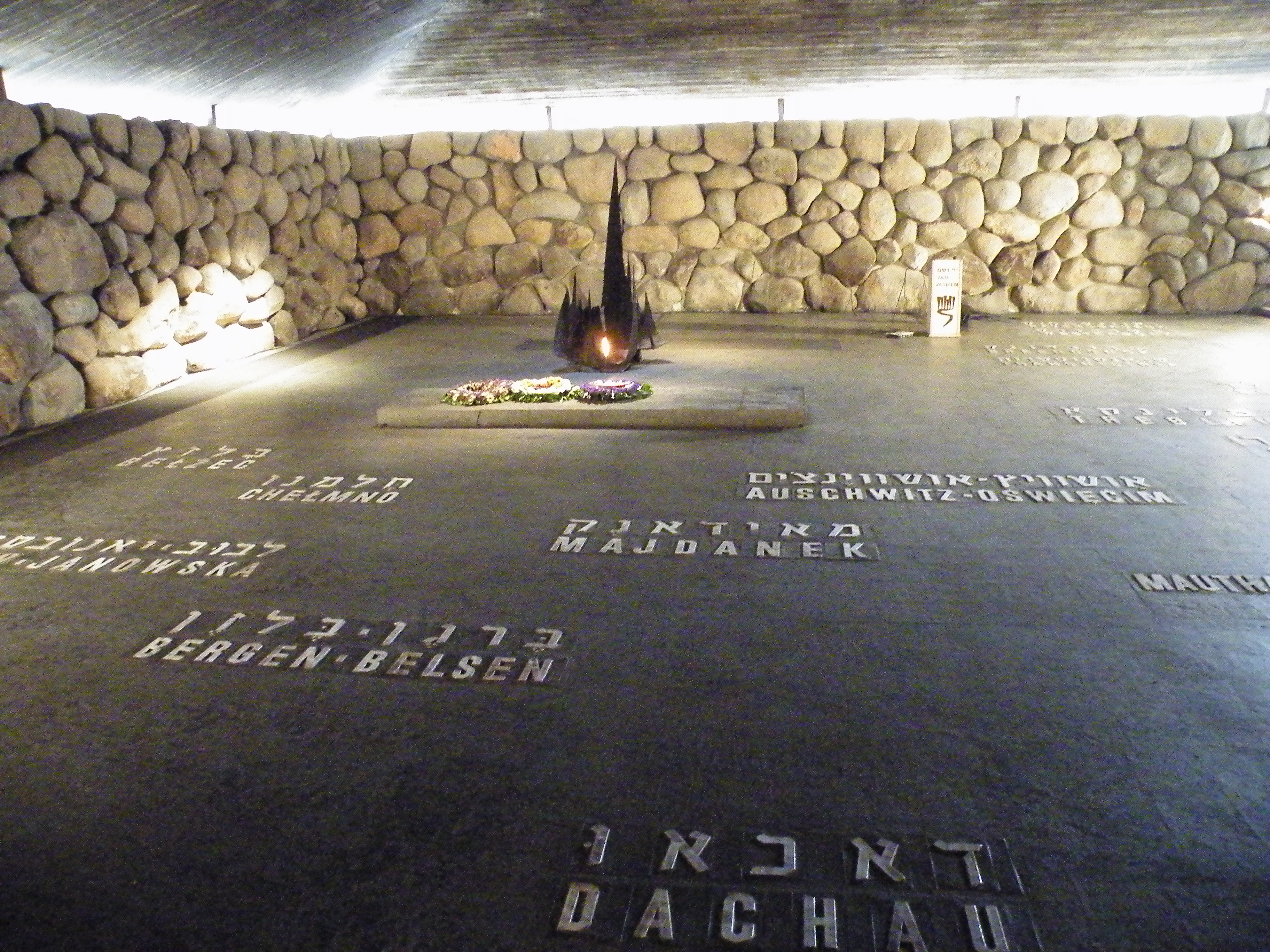
El papa Francisco visitó el «salón de la Memoria» o «sala del Recuerdo», principal monumento del memorial de Yad Vashem. Allí figuran, en hebreo y en inglés, los nombres de los 22 campos de exterminio, dispuestos en torno a la llama eterna.

## Notas

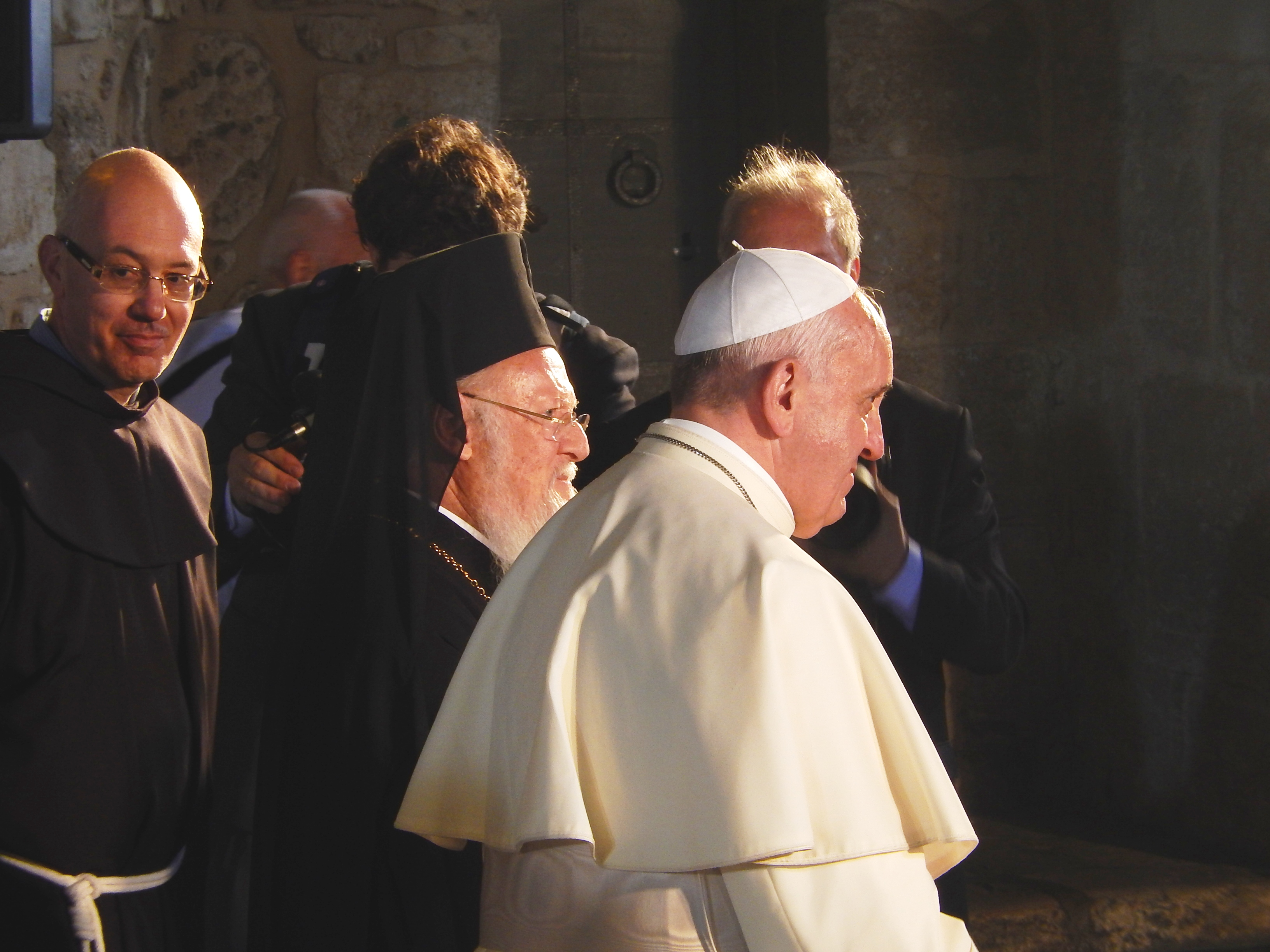
Fotografía del papa Francisco y el patriarca Bartolomé I en la basílica del Santo Sepulcro.